# Kareda (Saaremaa)
Koordinaten: 58° 31′ N, 22° 55′ O
Kareda (deutsch Karridahl) ist ein Dorf (estnisch küla) auf der größten estnischen Insel Saaremaa. Es gehört zur Landgemeinde Saaremaa (bis 2017: Landgemeinde Orissaare) im Kreis Saare.
Das Dorf hat zwanzig Einwohner (Stand 31. Dezember 2011).